# Ingvar Nylander
Nils Ingvar Martin Nylander, född 17 maj 1922 i Mariestads församling, Skaraborgs län, död 2 juli 2015 i Danderyds församling, Stockholms län, var en svensk barn- och ungdomspsykiater. 
Nylander blev medicine licentiat vid Uppsala universitet 1948, medicine doktor vid Karolinska institutet i Stockholm 1960 och docent i barnpsykiatri där samma år. Han innehade olika läkarförordnanden 1948–1957, blev biträdande överläkare vid barnpsykiatriska kliniken på Kronprinsessan Lovisas barnsjukhus 1957, socialläkare i Stockholm 1964, var överläkare vid barnpsykiatriska kliniken på Umeå lasarett 1965–1972, professor i barnpsykiatri vid Umeå universitet 1966–1972 och professor i barn- och ungdomspsykiatri vid Karolinska institutet och överläkare på Sankt Görans sjukhus 1972–1988.
Nylander är begravd på Djursholms begravningsplats. Han var bror till professor Gunnar Nylander (1919–2018).